# Französistik
Die Französistik (auch Franko-Romanistik, Frankoromanistik, Franzistik) ist die Wissenschaft, die sich mit der französischen Sprache und Literatur beschäftigt. Sie wird auch als französische Philologie bezeichnet und bildet neben der Hispanistik, der Italianistik und der Lusitanistik einen zentralen Fachbereich der Romanistik. Die Galloromanistik umfasst neben der Französistik noch weitere Sprachen auf dem Gebiet des historischen Galliens, darunter Okzitanisch und Frankoprovenzalisch.